# Las Empanadas
Las Empanadas es un pico situado entre los límites provinciales de Jaén y Granada (en España), a caballo entre dos parques naturales, el parque natural de la Sierra de Cazorla, Segura y Las Villas (en la provincia de Jaén) del que es el punto más alto, y el parque natural de la Sierra de Castril. Su altitud es de 2.106 metros.